# Groupe colonial de commandos parachutistes de Madagascar
Le groupe colonial de commandos parachutistes de Madagascar (ou GCCP M) est une unité parachutiste dissoute de l'armée française.

## Création et différentes dénominations
- 1er mai 1948 : création du GCCP de Madagascar
- 16 janvier 1958 : dissolution du GCCP de Madagascar

## Historique des garnisons, campagnes et batailles
Le GCCP de Madagascar est constitué début 1948 par la 1re demi brigade de commandos parachutistes coloniaux de Meucon mais sa création administrative n'est effective que le 6 septembre lors de son embarquement pour Madagascar à bord du paquebot Compiègne. L'unité, qui n'est alors constituée de 135 hommes répartis en deux commandos et une STUP, débarque à Tamatave le 19 octobre.
Le GCCPM s'installe lors de son arrivée à Fort Duchesne au nord de Tananarive puis au camp d'Ampahibé dans la même région. Il se renforce en 1956 avec l'ajout de deux nouveaux commandos et une section de commandement et d'appui, puis d'une ACP.
L'unité est finalement dissoute le 15 janvier 1958 et donne naissance le lendemain au 5e bataillon de parachutistes coloniaux.

## Traditions

### Insigne
L'insigne du GCCP reprend les armoiries de la ville de Tananarive où s'étaient implantés : deux zébus et deux fleurs de lys sur un écu or et bleu. L'origine de l'unité, les troupes de marine, est rappelée par l'ancre d'or tandis que sa spécialité parachutiste est indiquée par les deux ailes déployées de part et d'autre du blason et le béret rouge des troupes parachutistes. Enfin, les initiales du nom de l'unité GCCPM sont inscrites sur le diamant de l'ancre de marine.
L'insigne est homologué sous le numéro G 1086 depuis le 18 février 1954.

### Fanion
Le fanion de l'unité lui a été remis par le colonel Massu, commandant de la 1re DBCCP, le 30 août 1948.

## Chefs de corps
- 1948 - 1951: capitaine de Pins
- 1951 - 1952 : capitaine Ballet
- 1953 - 1955 : capitaine Le Bot
- 1955 - 1957 : capitaine Maudet
- 1957 - 1958 : capitaine Leroy

## Personnalités ayant servi au sein de l'unité
Alain Hautrive ... Jean Picot

## Sources et bibliographie
- Collectif, Histoire des parachutistes français, Société de Production Littéraire, 1975.